# Atalanta Bergamasca Calcio 1985-1986
Questa pagina raccoglie le informazioni riguardanti l'Atalanta Bergamasca Calcio nelle competizioni ufficiali della stagione 1985-1986.

## Stagione
Dopo un avvio tortuoso (due punti nelle prime cinque gare), la squadra si riprese e mantenne sempre una buona distanza dalla zona retrocessione, ottenendo risultati prestigiosi sui campi dell'Inter e del Verona campione uscente.
In Coppa Italia la squadra riesce a superare il primo turno a gironi, mentre venne eliminata negli ottavi dalla Roma per non essere riuscita a ribaltare in casa lo 0-2 della gara di andata.

## Divise e sponsor
Lo sponsor tecnico per la stagione 1985-1986 fu Ennedue, mentre lo sponsor ufficiale fu Sit-In.
| Casa | Trasferta |

## Organigramma societario
Area direttiva
- Presidente: Cesare Bortolotti
- Vicepresidente: Enzo Sensi
- Amministratore delegato: Franco Morotti
- Segretario generale: Giacomo Randazzo
- Accompagnatore ufficiale: Luciano Passirani

Area tecnica
- Direttore sportivo: Franco Landri
- Allenatore: Nedo Sonetti
- Viceallenatore: Zaccaria Cometti
- Preparatore atletico: Feliciano Di Blasi

Area sanitaria
- Responsabile medico: Danilo Tagliabue
- Staff medico: Attilio Riva
- Massaggiatore: Renzo Cividini

## Rosa
| N. |                   | Ruolo | Calciatore                |
| -- | ----------------- | ----- | ------------------------- |
|    | Italia (bandiera) | P     | Nello Malizia             |
|    | Italia (bandiera) | P     | Ottorino Piotti           |
|    | Italia (bandiera) | D     | Simone Boldini            |
|    | Italia (bandiera) | D     | Maurizio Codogno          |
|    | Italia (bandiera) | D     | Carmine Gentile           |
|    | Italia (bandiera) | D     | Carlo Osti                |
|    | Italia (bandiera) | D     | Eugenio Perico (capitano) |
|    | Italia (bandiera) | D     | Gianpaolo Rossi           |
|    | Italia (bandiera) | D     | Roberto Soldà             |
|    | Italia (bandiera) | D     | Andrea Pepi               |
|    | Italia (bandiera) | C     | Diego Bortoluzzi          |
|    | Italia (bandiera) | C     | Gianmario Consonni        |
|    | Italia (bandiera) | C     | Giuseppe Compagno         |

| N. |                        | Ruolo | Calciatore               |
| -- | ---------------------- | ----- | ------------------------ |
|    | Italia (bandiera)      | C     | Roberto Donadoni         |
|    | Italia (bandiera)      | C     | Bruno Limido             |
|    | Italia (bandiera)      | C     | Marino Magrin            |
|    | Paesi Bassi (bandiera) | C     | Jan Peters               |
|    | Italia (bandiera)      | C     | Cesare Prandelli         |
|    | Svezia (bandiera)      | C     | Glenn Peter Strömberg    |
|    | Italia (bandiera)      | C     | Aladino Valoti           |
|    | Italia (bandiera)      | C     | Massimiliano Maffioletti |
|    | Italia (bandiera)      | A     | Aldo Cantarutti          |
|    | Italia (bandiera)      | A     | Lamberto Piovanelli      |
|    | Italia (bandiera)      | A     | Fulvio Simonini          |
|    | Italia (bandiera)      | A     | Enrico Vella             |

## Risultati

### Serie A

#### Girone di andata
| Arbitro: | Mattei (Macerata) |

|            |           |                     |
| Magrin 90’ | Marcatori | 32’ Pruzzo 77’ Nela |

| Arbitro: | Pieri (Genova) |

|                          |           |                    |
| Cantarutti 7’ Peters 78’ | Marcatori | 48’ (aut.) Gentile |

| Arbitro: | Lo Bello (Siracusa) |

|            |           |  |
| Renica 51’ | Marcatori |  |

| Arbitro: | Longhi (Roma) |

|              |           |                         |
| Strömberg 9’ | Marcatori | 58’ Berggreen 82’ Kieft |

| Arbitro: | Bianciardi (Siena) |

|                       |           |  |
| Serena 4’ Laudrup 69’ | Marcatori |  |

| Arbitro: | Pezzella (Frattamaggiore) |

|                                  |           |            |
| Donadoni 19’ Cantarutti 51’, 54’ | Marcatori | 66’ Causio |

| Genova 20 ottobre 1985 7ª giornata | Sampdoria           | 0 – 0 referto | Atalanta | Stadio Luigi Ferraris\| Arbitro: \| Coppetelli (Tivoli) \| |
| Arbitro:                           | Coppetelli (Tivoli) |               |          |                                                            |

| Bergamo 27 ottobre 1985 8ª giornata | Atalanta           | 0 – 0 referto | Fiorentina | Stadio Comunale\| Arbitro: \| Lombardo (Marsala) \| |
| Arbitro:                            | Lombardo (Marsala) |               |            |                                                     |

| Arbitro: | Longhi (Roma) |

|  |           |                           |
|  | Marcatori | 21’ Cantarutti 49’ Magrin |

| Bari 10 novembre 1985 10ª giornata | Bari               | 0 – 0 referto | Atalanta | Stadio della Vittoria\| Arbitro: \| Sguizzato (Verona) \| |
| Arbitro:                           | Sguizzato (Verona) |               |          |                                                           |

| Bergamo 24 novembre 1985 11ª giornata | Atalanta       | 0 – 0 referto | Verona | Stadio Comunale\| Arbitro: \| Leni (Perugia) \| |
| Arbitro:                              | Leni (Perugia) |               |        |                                                 |

| Arbitro: | Lo Bello (Siracusa) |

|            |           |  |
| Amodio 78’ | Marcatori |  |

| Arbitro: | Pezzella (Frattamaggiore) |

|                |           |          |
| Cantarutti 42’ | Marcatori | 68’ Pasa |

| Torino 15 dicembre 1985 14ª giornata | Torino              | 0 – 0 referto | Atalanta | Stadio Comunale\| Arbitro: \| Coppetelli (Tivoli) \| |
| Arbitro:                             | Coppetelli (Tivoli) |               |          |                                                      |

| Arbitro: | Pieri (Genova) |

|              |           |                   |
| Simonini 90’ | Marcatori | 76’ (rig.) Virdis |

#### Girone di ritorno
| Arbitro: | Pairetto (Torino) |

|                                         |           |  |
| Boniek 44’, 60’ Giannini 71’ Pruzzo 76’ | Marcatori |  |

| Arbitro: | Redini (Pisa) |

|                       |           |                                    |
| Rummenigge 83’ (rig.) | Marcatori | 13’, 23’ Simonini 60’ (rig.) Soldà |

| Bergamo 19 gennaio 1986 18ª giornata | Atalanta                     | 0 – 0 referto | Napoli | Stadio Comunale\| Arbitro: \| Agnolin (Bassano del Grappa) \| |
| Arbitro:                             | Agnolin (Bassano del Grappa) |               |        |                                                               |

| Arbitro: | Pezzella (Frattamaggiore) |

|           |           |              |
| Kieft 75’ | Marcatori | 31’ Donadoni |

| Bergamo 9 febbraio 1986 20ª giornata | Atalanta         | 0 – 0 referto | Juventus | Stadio Comunale\| Arbitro: \| Lanese (Messina) \| |
| Arbitro:                             | Lanese (Messina) |               |          |                                                   |

| Arbitro: | Lombardo (Marsala) |

|                   |           |               |
| Pasculli 56’, 75’ | Marcatori | 52’ Strömberg |

| Arbitro: | Leni (Perugia) |

|                        |           |                    |
| Magrin 79’ (rig.), 90’ | Marcatori | 40’ (rig.) Mancini |

| Firenze 2 marzo 1986 23ª giornata | Fiorentina        | 0 – 0 referto | Atalanta | Stadio Comunale\| Arbitro: \| Pairetto (Torino) \| |
| Arbitro:                          | Pairetto (Torino) |               |          |                                                    |

| Arbitro: | Casarin (Milano) |

|               |           |               |
| Strömberg 55’ | Marcatori | 51’ Borgonovo |

| Bergamo 16 marzo 1986 25ª giornata | Atalanta       | 0 – 0 referto | Bari | Stadio Comunale\| Arbitro: \| Pieri (Genova) \| |
| Arbitro:                           | Pieri (Genova) |               |      |                                                 |

| Arbitro: | Mattei (Macerata) |

|  |           |                          |
|  | Marcatori | 12’, 54’, 80’ Cantarutti |

| Arbitro: | Bianciardi (Siena) |

|                                 |           |  |
| Zandonà 4’ (aut.) Strömberg 90’ | Marcatori |  |

| Arbitro: | Pairetto (Torino) |

|                 |           |  |
| Carnevale I 45’ | Marcatori |  |

| Arbitro: | Boschi (Parma) |

|                         |           |                           |
| Donadoni 49’ Magrin 86’ | Marcatori | 72’ Dossena 89’ Schachner |

| Arbitro: | Testa (Prato) |

|            |           |                |
| Hateley 2’ | Marcatori | 78’ Cantarutti |

### Coppa Italia

#### Primo turno
| Arbitro: | Pezzella (Frattamaggiore) |

|  |           |                         |
|  | Marcatori | 26’ Donadoni 66’ Valoti |

| Arbitro: | Tubertini (Bologna) |

|                                 |           |                                |
| Magrin 47’ (rig.) Strömberg 54’ | Marcatori | 70’ (rig.) D'Amico 83’ Fiorini |

| Arbitro: | Paparesta (Bari) |

|                     |           |                  |
| Pedrinho 78’ (rig.) | Marcatori | 84’ (aut.) Picci |

| Arbitro: | Gabbrielli (Prato) |

|                         |           |  |
| Magrin 12’ Simonini 77’ | Marcatori |  |

| Arbitro: | Pairetto (Torino) |

|                             |           |                           |
| Lorenzo 49’ Osti 63’ (aut.) | Marcatori | 25’ Cantarutti 54’ Peters |

#### Ottavi di finale
| Arbitro: | Bianciardi (Siena) |

|                           |           |  |
| Desideri 29’ Di Carlo 53’ | Marcatori |  |

| Arbitro: | Redini (Pisa) |

|                                     |           |              |
| Piovanelli 60’ Bonetti I 79’ (aut.) | Marcatori | 21’ Graziani |

## Statistiche

### Statistiche di squadra
| Competizione | Punti | In casa | In casa | In casa | In casa | In casa | In casa | In trasferta | In trasferta | In trasferta | In trasferta | In trasferta | In trasferta | Totale | Totale | Totale | Totale | Totale | Totale | DR |
| Competizione | Punti | G       | V       | N       | P       | Gf      | Gs      | G            | V            | N            | P            | Gf           | Gs           | G      | V      | N      | P      | Gf     | Gs     | DR |
| ------------ | ----- | ------- | ------- | ------- | ------- | ------- | ------- | ------------ | ------------ | ------------ | ------------ | ------------ | ------------ | ------ | ------ | ------ | ------ | ------ | ------ | -- |
| Serie A      | 29    | 15      | 4       | 9       | 2       | 16      | 12      | 15           | 3            | 6            | 6            | 11           | 14           | 30     | 7      | 15     | 8      | 27     | 26     | +1 |
| Coppa Italia |       | 3       | 2       | 1       | 0       | 6       | 3       | 4            | 1            | 2            | 1            | 5            | 5            | 7      | 3      | 3      | 1      | 11     | 8      | +3 |
| Totale       |       | 18      | 6       | 10      | 2       | 22      | 15      | 19           | 4            | 8            | 7            | 16           | 19           | 37     | 10     | 18     | 9      | 38     | 34     | +4 |

### Statistiche dei giocatori[2]
| Giocatore     | Serie A  | Serie A | Serie A     | Serie A    | Coppa Italia | Coppa Italia | Coppa Italia | Coppa Italia | Totale   | Totale | Totale      | Totale     |
| Giocatore     | Presenze | Reti    | Ammonizioni | Espulsioni | Presenze     | Reti         | Ammonizioni  | Espulsioni   | Presenze | Reti   | Ammonizioni | Espulsioni |
| ------------- | -------- | ------- | ----------- | ---------- | ------------ | ------------ | ------------ | ------------ | -------- | ------ | ----------- | ---------- |
| S. Boldini    | 17       | 0       | ?           | ?          | 2            | 0            | ?            | ?            | 19       | 0      | ?           | ?          |
| D. Bortoluzzi | 7        | 0       | ?           | ?          | 3            | 0            | ?            | ?            | 10       | 0      | ?           | ?          |
| A. Cantarutti | 24       | 9       | ?           | ?          | 3            | 1            | ?            | ?            | 27       | 10     | ?           | ?          |
| M. Codogno    | 3        | 0       | ?           | ?          | -            | -            | -            | -            | 3        | 0      | 0+          | 0+         |
| G. Consonni   | 1        | 0       | ?           | ?          | 1            | 0            | ?            | ?            | 2        | 0      | ?           | ?          |
| R. Donadoni   | 30       | 3       | ?           | ?          | 6            | 1            | ?            | ?            | 36       | 4      | ?           | ?          |
| C. Gentile    | 29       | 0       | ?           | ?          | 7            | 0            | ?            | ?            | 36       | 0      | ?           | ?          |
| B. Limido     | 4        | 0       | ?           | ?          | 2            | 0            | ?            | ?            | 6        | 0      | ?           | ?          |
| M. Magrin     | 30       | 5       | ?           | ?          | 7            | 2            | ?            | ?            | 37       | 7      | ?           | ?          |
| N. Malizia    | 6        | -7      | ?           | ?          | 1            | -1           | ?            | ?            | 7        | -8     | ?           | ?          |
| C. Osti       | 25       | 0       | ?           | ?          | 6            | 0            | ?            | ?            | 31       | 0      | ?           | ?          |
| E. Perico     | 29       | 0       | ?           | ?          | 5            | 0            | ?            | ?            | 34       | 0      | ?           | ?          |
| J. Peters     | 8        | 1       | ?           | ?          | 5            | 1            | ?            | ?            | 13       | 2      | ?           | ?          |
| O. Piotti     | 25       | -19     | ?           | ?          | 6            | -5           | ?            | ?            | 31       | -24    | ?           | ?          |
| L. Piovanelli | 8        | 0       | ?           | ?          | 5            | 1            | ?            | ?            | 13       | 1      | ?           | ?          |
| C. Prandelli  | 21       | 0       | ?           | ?          | 4            | 0            | ?            | ?            | 25       | 0      | ?           | ?          |
| G. Rossi      | 17       | 0       | ?           | ?          | 5            | 0            | ?            | ?            | 22       | 0      | ?           | ?          |
| F. Simonini   | 15       | 3       | ?           | ?          | 5            | 1            | ?            | ?            | 20       | 4      | ?           | ?          |
| R. Soldà      | 30       | 1       | ?           | ?          | 7            | 0            | ?            | ?            | 37       | 1      | ?           | ?          |
| P. Strömberg  | 30       | 4       | ?           | ?          | 6            | 1            | ?            | ?            | 36       | 5      | ?           | ?          |
| A. Valoti     | 9        | 0       | ?           | ?          | 6            | 1            | ?            | ?            | 15       | 1      | ?           | ?          |
| E. Vella      | 7        | 0       | ?           | ?          | 1            | 0            | ?            | ?            | 8        | 0      | ?           | ?          |